# Калифорнийски университет, Санта Крус
Калифорнийският университет, Санта Крус (на английски: University of California, Santa Cruz кратко UCSC) е американски обществен щатски университет. Намира се на 75 мили (120 км) южно от Сан Франциско в крайбрежния град Санта Крус с изглед към Тихия океан и залива Монтерей. Основан е през 1965 година и се намира на площ от 8,1 квадратни километра. На територията му се намират няколко пещери.
Университетът предлага бакалавърски степени по 63 специалности и 33 специалности с магистърски или докторски степени.

Студентите в Калифорнийския университет – Санта Крус са известни със своята политическа активност.

## Галерия
- Скелет на син кит пред Лабораторията по океанология
- Училище по инженерни науки
- Музикален център
- Библиотека „Макхенри“

## Известни възпитаници
- Джейн Ан Кренц (р. 1948) – американска писателка
- Стив Мартини (р. 1946) – американски писател
- Катрин Съливан (р. 1951) – американска астронавтка
- Стивън Хоули (р. 1951) – американски астронавт

## Известни преподаватели
- Анджела Дейвис (р. 1944) – американска политическа активистка
- Фредерик Джеймисън (р. 1934) – американски литературен критик и марксистки политически теоретик
- Хейдън Уайт (1928 – 2018) – американски историк